# Сусолово (Новгородська область)
Сусолово (рос. Сусолово) — присілок в Старорусському районі Новгородської області Російської Федерації.
Населення становить 347 осіб. Входить до складу муніципального утворення Великосельське сільське поселення.

## Історія
Від 2004 року входить до складу муніципального утворення Великосельське сільське поселення.

## Населення
| 2010 | 2011 | 2012 | 2013 |
| ---- | ---- | ---- | ---- |
| 340  | ↗351 | ↘346 | ↗347 |